# Avião supersônico
Avião supersônico é uma aeronave capaz de voar mais rápido que a velocidade do som (Mach número 1). Os aviões supersônicos foram desenvolvidos na segunda metade do século XX e foram usados quase inteiramente para fins de pesquisa e objetivos militares. Apenas dois, o Concorde e o Tupolev Tu-144, foram projetados para uso civil como aviões de passageiros. Os caças são o exemplo mais comum de aviões supersônicos.
A aerodinâmica do voo supersônico é chamada de fluxo compressível por causa da compressão física associada às ondas de choque ou "estrondo sônico" criada por qualquer objeto que viaja mais rápido do que o som. As aeronaves que voam a velocidades acima de Mach 5 são muitas vezes referidas como aeronaves hipersônicas.